# Osamu Watanabe
Osamu Watanabe (jap. 渡辺長武 Watanabe Osamu; ur. 21 października 1940 w Wassamu na Hokkaido, zm. 1 października 2022 w Tokio) – japoński zapaśnik.
Absolwent Uniwersytetu Chūō.
W 1962 wywalczył złoty medal igrzysk azjatyckich w wadze piórkowej w stylu wolnym oraz został mistrzem świata w tej samej wadze. W 1963 ponownie zdobył złoto mistrzostw świata w tej samej kategorii.
W 1964 został złotym medalistą olimpijskim w wadze piórkowej w stylu wolnym. Niedługo po igrzyskach zakończył karierę, mając na koncie 186 (według innych źródeł 187 lub więcej) zwycięstw i ani jednej porażki, co zostało wpisane do księgi rekordów Guinnessa. Po zakończeniu kariery pracował w agencji reklamowej.
Pięciokrotny mistrz Japonii w wadze piórkowej w stylu wolnym z lat 1960-1964.
W kwietniu 2010 zgłosił swoją kandydaturę na burmistrza Tomakomai, jednakże po miesiącu ją wycofał.